# Schullin Wien

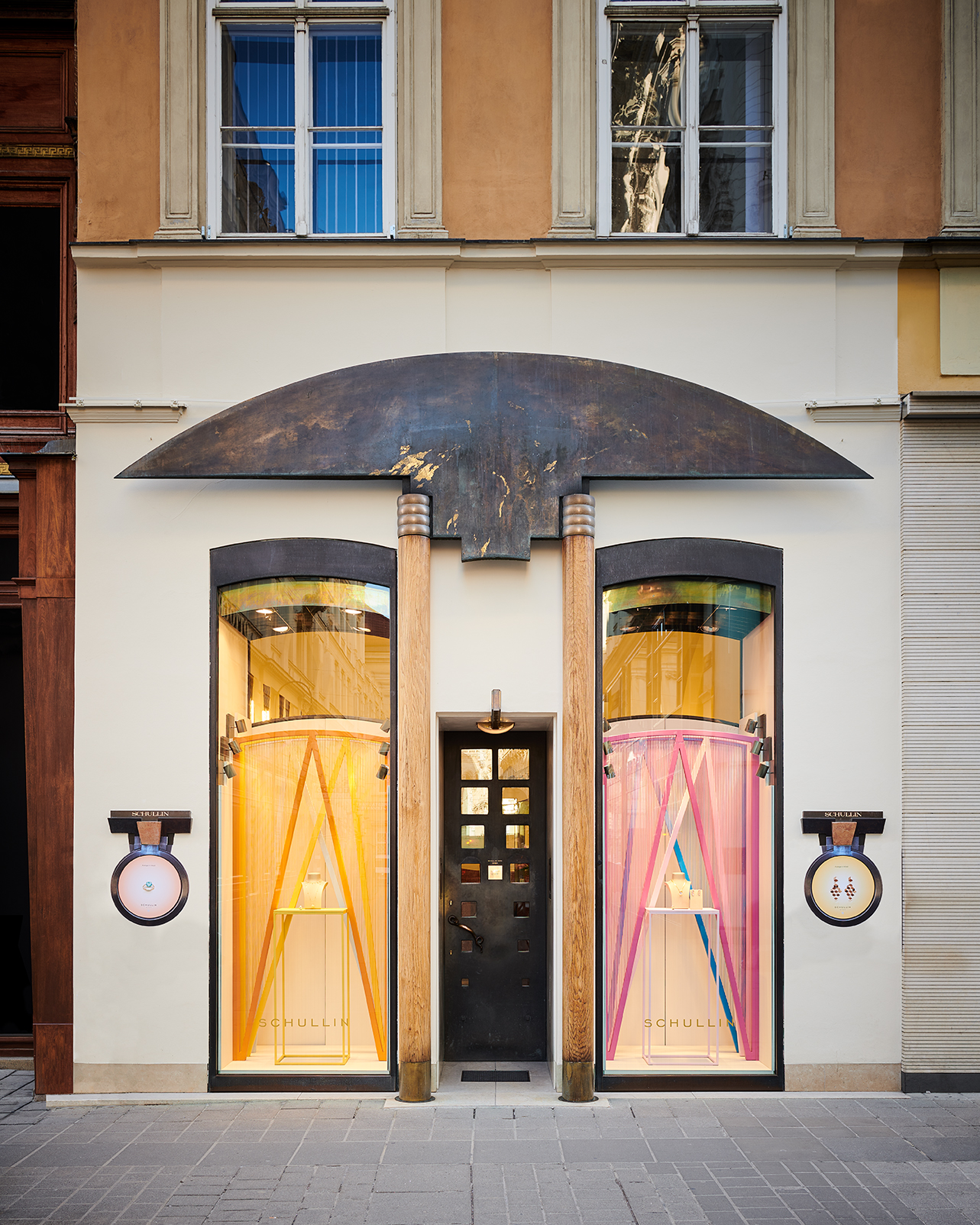
Auslage Schmuckgeschäft „Schullin Wien“ am Kohlmarkt 7

Schullin Wien ist ein österreichischer Schmuckproduzent mit Sitz am Kohlmarkt 7, 1. Gemeindebezirk in Wien. Die mittelständische Gesellschaft ist im Besitz der gleichnamigen Familie Schullin.

## Geschichte
Im Jahr 1888 meldete der Uhrmacher Johann Schullin in Bad St. Leonhard im Lavanttal ein Gewerbe an. Nach dem Zweiten Weltkrieg importierte das Unternehmen Uhren meist Schweizer Provenienz und hielt mehrere Konzessionen. Nach seinem Studium der Betriebswirtschaftslehre und einer abgeschlossenen Lehre als Goldschmied zog Herbert Schullin 1974 nach Wien und begann, Ateliers und Kunsthandwerker zu suchen, um seine Entwürfe aus Edelsteinen anzufertigen. Kurz darauf gründete er sein eigenes Einzelhandelsgeschäft.
In den 1980er-Jahren beauftragte Schullin den Architekten Hans Hollein mit dem Design seiner ersten Boutique am Graben 26 im Stadtzentrum von Wien. 1982 folgte das Geschäft am Kohlmarkt 7, welches ebenfalls von Hollein umgesetzt wurde und im Jahr 1984 mit dem Österreichischen Bauherrenpreis ausgezeichnet wurde.
Schullin erwarb Edelsteine wie den Paraíba-Turmalin, der Ende der 1980er Jahre in Brasilien auf den Markt kam, und den Mandarin-Granat, der Anfang der 1990er Jahre in Namibia entdeckt wurde. Beide Edelsteine wurden zu einem späteren Markenzeichen der Schmuckkollektionen von Schullin.
Im November 2017 wurde Lukas Schullin neben seinem Vater Herbert Schullin zum Geschäftsführer der Schullin Wien GmbH ernannt.
Ab Mai 2019 vertrieb das Uhrengeschäft Schullin-Uhren im Looshaus als alleinige Repräsentanz in Wien die Uhren der Uhrenmanufaktur Parmigiani und nahm die Uhren der Manufaktur Zenith in sein Sortiment auf. Im Herbst desselben Jahres wurde das Geschäft um die doppelte Fläche erweitert.

## Geschäftsstruktur
Schullin Wien betreibt eine Wiener Boutique am Kohlmarkt 7, die unter Denkmalschutz steht. Im ebenfalls denkmalgeschützten Looshaus (gebaut von 1910 bis 1912) am Michaelerplatz in der Wiener Innenstadt wird der Uhrenhandel betrieben.
Die Erzeugnisse werden in einem Goldschmiede-Atelier gefertigt und entworfen, während im Design-Büro mehrere kreative Absolventen der Universität für angewandte Kunst Wien arbeiten.

## Produkte

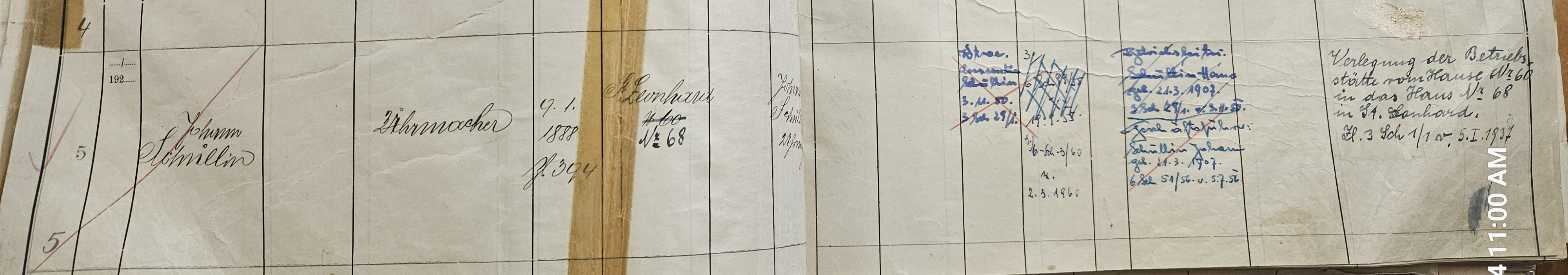
Gewerbeanmeldung Johann Schullin 1888

Schullin Wien entwirft Eigenkreationen sowie Kundenanfertigungen aller Art, wobei nur Edelsteine, Kristalle und Rubine von durchgehend hoher Qualität für die Schmuckverarbeitung verwendet werden. Die Edelsteine werden direkt aus Minen, von Händlern und auf Ausstellungen in Afrika und Asien von den beiden Geschäftsführern Herbert und Lukas Schullin erworben. Schullin Wien fertigt Schmuck wie Armreife, Ringe, Ohrringe und Ketten aus Gold, Platin und Silber.
Laut der Schmuckhistorikerin Vivienne Becker „nimmt der Schmuck von Schullin seinen Platz in der Geschichte des Wiener Modernismus im Bereich der angewandten Kunst ein“. Zudem beschreibt Becker das Unternehmen als „individualistisch“.

## Auszeichnungen

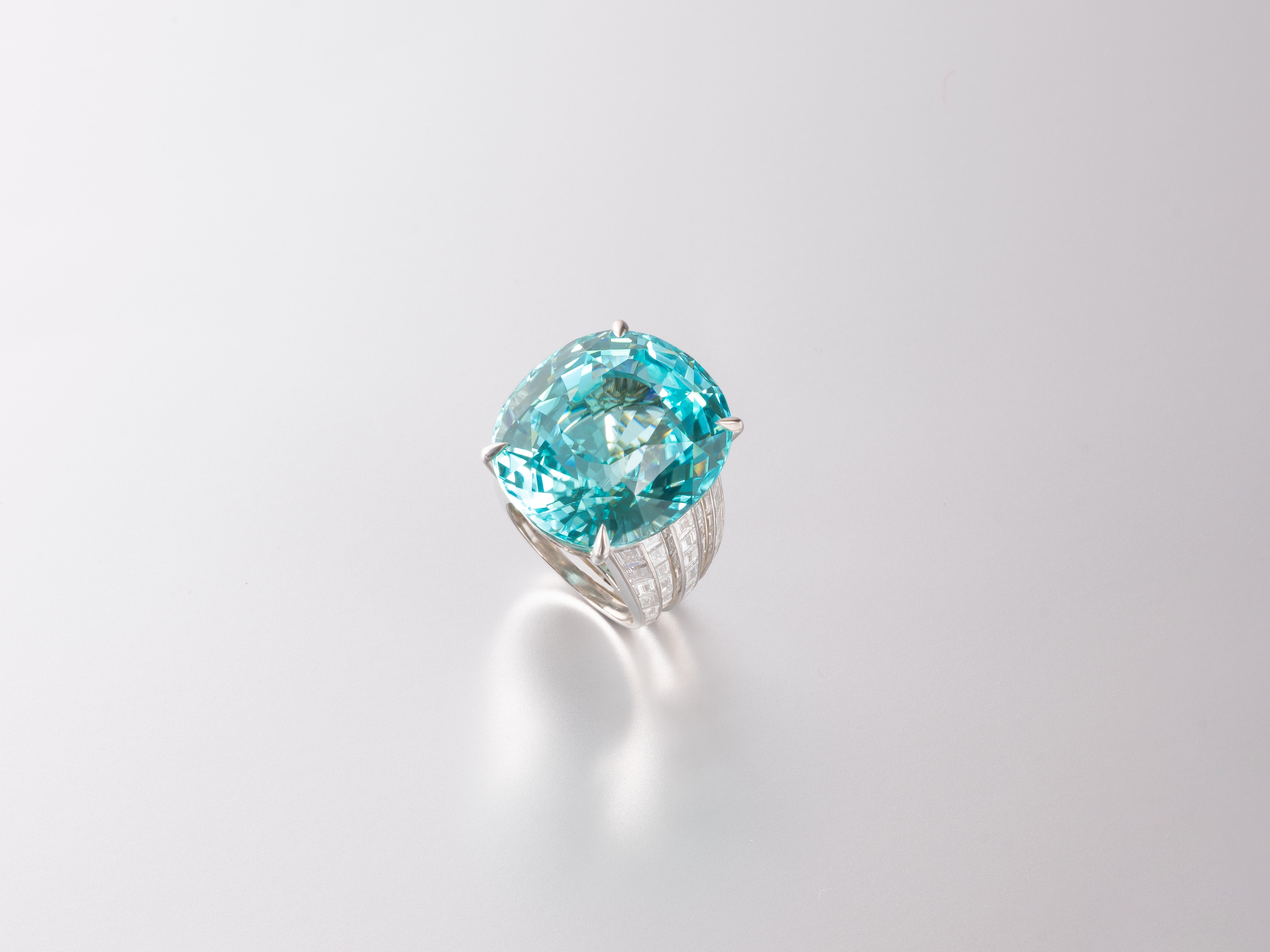
Schullin Ring mit einem 49ct Paraiba-Turmalin und eingeschliffenen Diamanten im Baguette-Schliff.

Das Unternehmen wurde 1990 mit dem österreichischen Staatspreis für Schmuckgestaltung ausgezeichnet. Nach eigener Einreichung erhielt Schullin Wien 2011 einen Red Dot Design Award für den Armreif 5-Curves.
Im Jahr 2024 wurde das Desert Dunes-Armband aus Weißgold mit dem Paris Design Award ausgezeichnet.

## Schriften
- Vivienne Becker: Schullin Wien: Tradition Reinvented. Verlagsgruppe teNeues, München/Augsburg 2023, ISBN 978-3-96171-536-7.